# 习语广场
习语广场是中国大陆以中共中央总书记习近平的语录为主题的广场。
首个习语广场位于山东省青岛市即墨区环秀街道王家庄村。广场落成于2017年10月，塑有《习语》读本雕塑及飘扬的红旗雕塑。雕塑背面则选登了部分习近平语录。